# 1943年のスポーツ

## できごと
- 3月2日 - プロ野球連盟規則委員会が開催され、野球用語の全面的日本語化を決定
- 3月14日 - 日本野球連盟、ユニフォームを軍服式に改革
- 4月28日 - 東京大学野球連盟、文部省からの要請で解散を決定
- 9月24日 - 学徒体育大会いっさい禁止される
- 10月16日 - 学徒出陣壮行早慶戦
- 11月7日 - 東洋体育協会、一回の競技会も開かずに解消
- 12月17日 - 閣議、競馬開催中止を決定

## 総合競技大会
- 第13回明治神宮国民錬成大会（冬季氷上競技 - 1月22日～24日、冬季スキー - 2月4日～7日）
- 第14回明治神宮国民錬成大会（夏季 - 8月21日～22日、秋季 - 11月3日、7日）

## アイスホッケー
- スタンレーカップ決勝（1942-1943シーズン）
デトロイト・レッドウィングス （4勝0敗） ボストン・ブルーインズ

## アメリカンフットボール
- NFLチャンピオンシップゲーム
シカゴ・ベアーズ（西） 41-21 ワシントン・レッドスキンズ（東）

## 大相撲
できごと
- 戦局激化のため、夏場所途中、警戒警報発令のため興行が中止になった日がうまれた。
- 夏場所10日目、青葉山徳雄と龍王山光の対戦が引分になったため、両者「敢闘精神不足」のかどで、無期限の出場停止処分をうけた。なお、この処分はすぐに解除され、両者13日目から再出場した。

幕内最高優勝
- 春（1月10日初日、両国国技館）:西横綱 双葉山定次（15戦全勝）
- 夏（5月9日初日、両国国技館）:東横綱 双葉山定次（15戦全勝）

優勝旗手
- 春:西前頭筆頭 輝昇勝彦（9勝6敗）
- 夏:西前頭14枚目 清美川梅之（11勝4敗）

十両優勝
- 春:東富士謹一（14勝1敗）
- 夏:三根山隆司（13勝2敗）

## テニス

### グランドスラム
- 全米選手権　男子単優勝：ジョー・ハント（アメリカ）、女子単優勝：ポーリーン・ベッツ（アメリカ）

男子優勝者のジョー・ハントは兵役に就きながらの試合出場で、終戦直前の1945年2月2日に25歳の若さで戦死した。

## 野球

### 日本

#### プロ野球
- 優勝:東京巨人軍　54勝27敗
  - 個人タイトル
    - 最優秀選手　　呉昌征（東京巨人軍）
    - 首位打者　　　　呉昌征（東京巨人軍）．300
    - 本塁打王　　　岩本章（名古屋軍）　4本
    - 　　　　　　　　　加藤正二（名古屋軍）
    - 　　　　　　　　　古川清蔵（名古屋軍）　　　　　
    - 打点王　　　　青田昇（東京巨人軍）　42点
    - 　　　　　　　　　野口明（西鉄軍）
    - 盗塁王　　　　山田伝（阪急）　56個
    - 最優秀防御率　藤本英雄（東京巨人軍）　0.73
    - 最多勝利　　　藤本英雄（東京巨人軍）　34勝
    - 最多奪三振　　藤本英雄（東京巨人軍）　253個
    - 最高勝率　　　藤本英雄（東京巨人軍）　．756

### アメリカ大リーグ
- ワールドシリーズ
ニューヨーク・ヤンキース（ア・リーグ） （4勝1敗） セントルイス・カージナルス（ナ・リーグ）

## 誕生
- 1月5日 - 沢村忠（旧満州、キックボクシング、+2021年）
- 1月10日 - 江尻亮（茨城県、野球）
- 1月12日 - 上武洋次郎（群馬県、レスリング）
- 1月26日 - 高橋和之（東京都、登山家）
- 1月30日 - デーブ・ジョンソン（アメリカ、野球）
- 2月2日 - 佐々木功（岩手県、陸上競技、+1995年）
- 2月15日 - 山口良治（福井県、ラグビー）
- 2月20日 - アントニオ猪木（神奈川県、プロレス、+2022年）
- 3月1日 - 中山彰規（愛知県、体操）
- 4月5日 - ファイティング原田（東京都、ボクシング）
- 4月21日 - 輪島功一（北海道、ボクシング）
- 5月11日 - ナンシー・グリーン（カナダ、アルペンスキー）
- 6月18日 - 福澤幸雄（東京都、レーシングドライバー、+1969年）
- 7月10日 - アーサー・アッシュ（アメリカ、テニス、+1993年）
- 7月13日 - 阪本敏三（京都府、野球、+2022年）
- 8月7日 - ヴァレリー・ニポムニシ（ロシア、サッカー）
- 8月17日 - 笠谷幸生（北海道、スキージャンプ）
- 8月28日 - ルー・ピネラ（アメリカ、野球）
- 8月30日 - ジャン＝クロード・キリー（フランス、アルペンスキー）
- 8月30日 - 佐々木宏一郎（岐阜県、野球、+1989年）
- 9月1日 - 宗村宗二（新潟県、レスリング）
- 9月8日 - 大熊忠義（大阪府、野球）
- 9月20日 - 関根忍（茨城県、柔道、+2018年）
- 10月9日 - 星野勘太郎（兵庫県、プロレス、+2010年）
- 11月22日 - ビリー・ジーン・キング（アメリカ、テニス）
- 12月8日 - 土井正博（大阪府、野球）
- 12月27日 - ロイ・ホワイト（アメリカ、野球）

## 死去
- 4月8日 - リチャード・シアーズ（アメリカ、テニス、*1861年）
- 5月18日 - 大錦大五郎（愛知県、相撲、*1883年）
- 7月21日 - チャールズ・パドック（アメリカ、陸上競技、*1900年）
- 7月23日 - 楠本保（兵庫県、野球、*1914年）
- 10月23日 - 若嶌權四郎（千葉県、相撲、*1874年）
- 11月19日 - 宮城山福松（岩手県、相撲、*1895年）